# Ebolowa (Akonolinga)
Pour les articles homonymes, voir Ebolowa (homonymie).
Ebolowa est une localité du Cameroun, située dans l'arrondissement (commune) d'Akonolinga, le département du Nyong-et-Mfoumou et la région du Centre.

## Population
En 1961, Ebolowa comptait 64 habitants, principalement des Mvog Nyengue. Lors du recensement de 2005, on y a dénombré 90 personnes.